# Hendrik van der Borcht il Vecchio

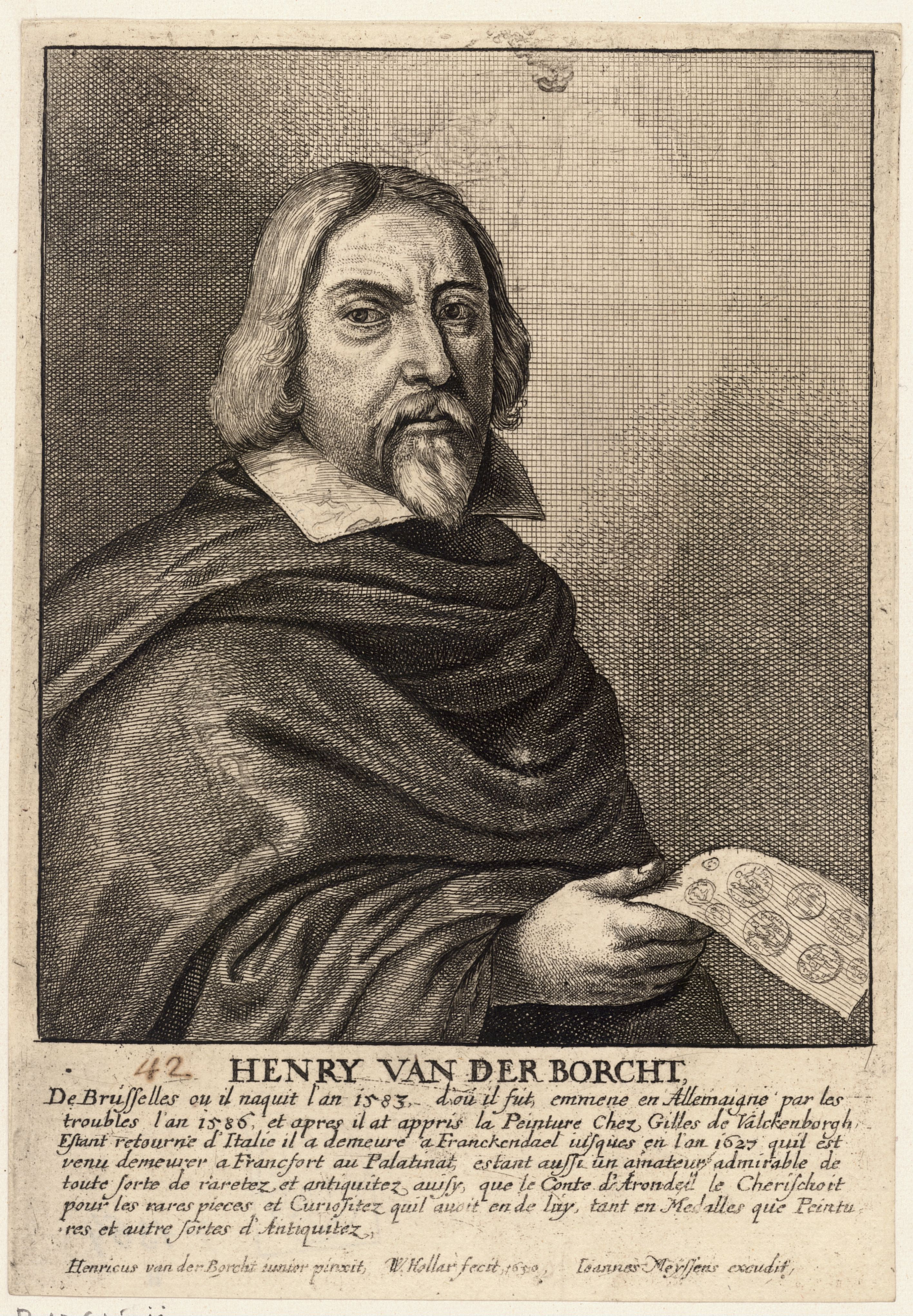
Incisione di Wenceslaus Hollar presente in Het Gulden Cabinet, p 127

Hendrik van der Borcht il Vecchio (Bruxelles, 1583 – Francoforte sul Meno, 26 luglio 1651) è stato un incisore e pittore fiammingo di nature morte, attivo prevalentemente in Germania.

## Biografia
Nacque a Bruxelles ma problemi nei Paesi Bassi costrinsero la sua famiglia a trasferirsi in Germania nel 1586. Nel 1598 si erano stabiliti a Frankenthal, dove egli divenne allievo dell'emigrato fiammingo Gillis van Valkenborch. Tra il 1604 e il 1610 fu in Italia, probabilmente a Roma. Nel 1627 si stabilì a Francoforte, dove morì.
Il conte di Arundel, di passaggio a Francoforte, divenne il mecenate di suo figlio Hendrik il Giovane (1614-1676). Viene considerato il maestro del pittore Sebastian van der Borcht, forse un altro figlio, attivo a Frankenthal.
Viene considerato un membro della scuola di Frankenthal che comprendeva I pittori Gillis van Coninxloo, Antoine Mirou, Pieter Schoubroeck e suo figlio.

## Incisioni
Realizzò le seguenti incisioni:

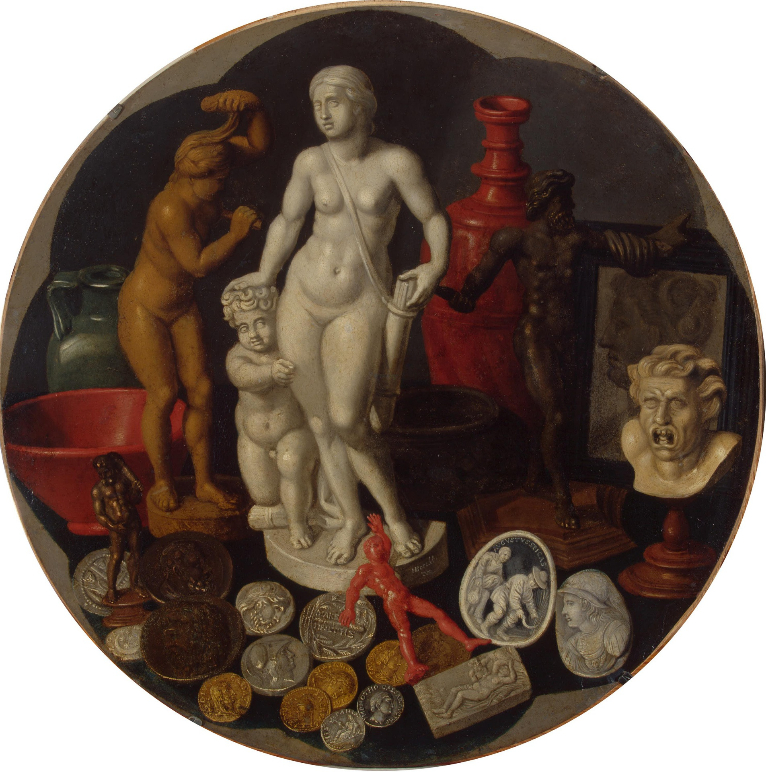
Natura morta con oggetti da collezione

- Vergine e Bambino (1637) da Parmigianino
- Morte di Cristo sostenuto da Giuseppe di Arimatea (1645) da un disegno di Parmigianino da Raffaello
- Abramo sull'ara del sacrificio con angeli  da Ludovico Carracci
- Gesù Bambino abbraccia San Giovanni da una incisione di Guido Reni da Agostino Carracci
- Apollo e Cupido da Perin del Vaga
- Ingresso di Federico, Elettore del Palatinato, con Elisabetta, principessa d'Inghilterra, sua consorte, a Frankenthal in 22 quadri (1613)